# Carmen Cacho Quesada
Carmen Cacho Quesada (n. 1952) es una arqueóloga española cuya investigación se ha centrado en las sociedades paleolíticas de la vertiente mediterránea y el interior de la península ibérica. Desde 1983, hasta su jubilación en 2017, fue conservadora jefa del Departamento de Prehistoria del Museo Arqueológico Nacional.

## Biografía

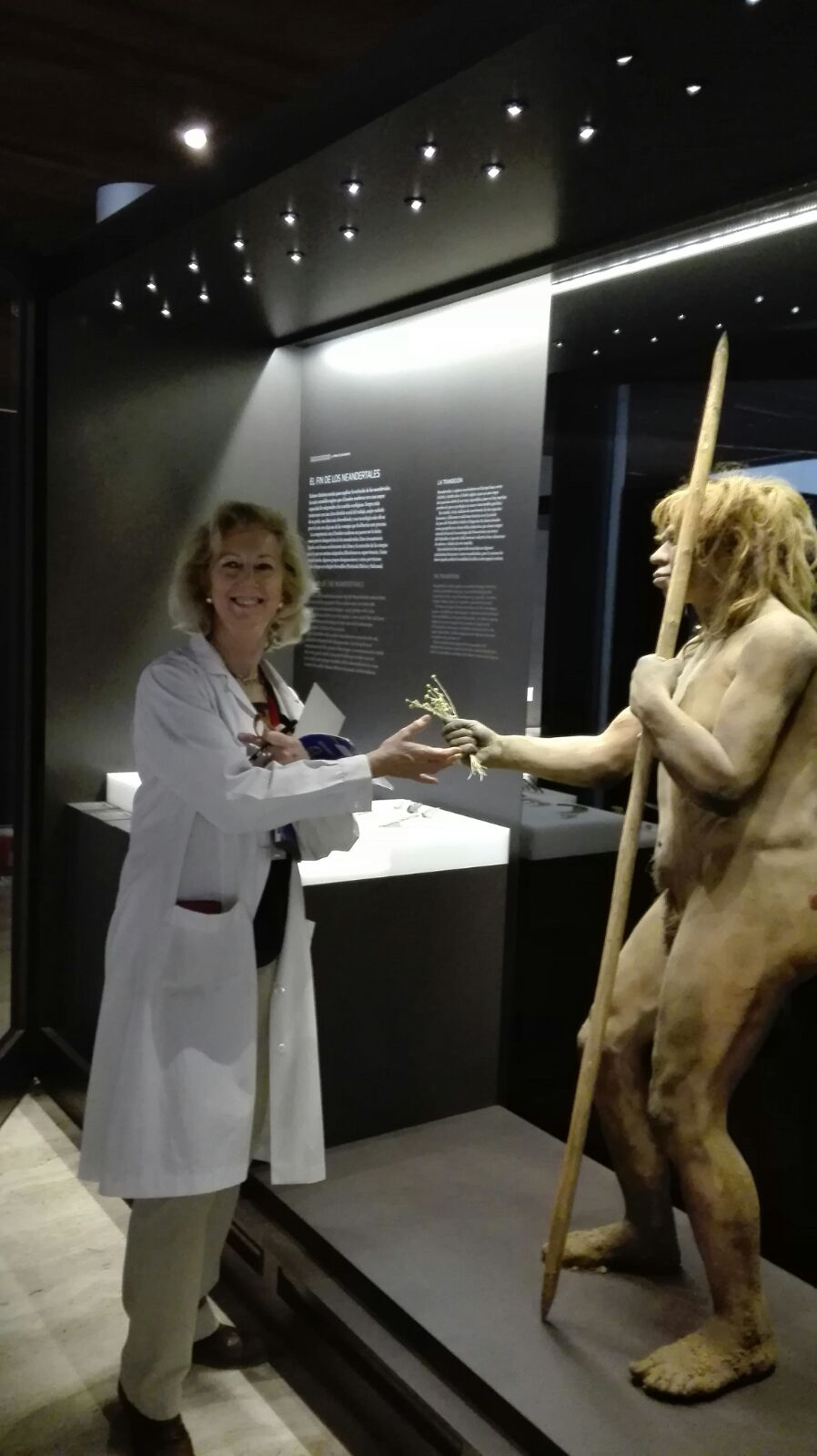
Carmen Cacho en una de las salas del Museo Arqueológico Nacional

Se licenció en Filosofía y Letras por la Universidad Complutense de Madrid en 1975; su memoria final de licenciatura fue dirigida por Martín Almagro Basch bajo el título Estudio de los restos de habitación paleolítica en Francia y España. El profesor Almagro Basch también dirigió su tesis doctoral, que defendió en 1979 bajo el título El Paleolítico Superior en el sureste de la península Ibérica.
En el ámbito de la arqueología, inició sus investigaciones sobre el Paleolítico en la península ibérica en 1980 gracias a una beca del Consejo Superior de Investigaciones Científicas (CSIC) en el Instituto Español de Prehistoria en Madrid, que se complementa posteriormente con otra en Roma (1983) para estudiar el Paleolítico superior en el Sureste de la Península Ibérica y sus relaciones con Italia. En 1983 accedió al Cuerpo Facultativo de Conservadores de Museos e ingresó como conservadora jefa del Departamento de Prehistoria del Museo Arqueológico Nacional.
Entre 1980 y 1999 coordinó las excavaciones del abrigo magdaleniense–mesolítico del Tossal de la Roca en Alicante y los proyectos de Cronoestratigrafía del Pleistoceno Superior Final en el País Valenciano: Tossal de la Roca y Paleoeconomía y reconstrucción paleoambiental durante la transición del Pleistoceno al Holoceno en el País Valenciano. Además ha participado en la excavación de varios yacimientos paleolíticos, como Pont d’ Ambon y Tourtoirac en Dordoña (Francia), cueva del Castillo, Chufín (Cantabria), Tito Bustillo, Los Azules, La Franca (Asturias), cueva de Ambrosio (Almería) y Ambrona (Soria), además de dirigir los trabajos de campo en Cueva Vermeja (Murcia), Morceguillos (Almería) y cueva del Barranc (Alicante). 
Entre 1999 y 2010 se ocupó de las excavaciones en el yacimiento magdaleniense de La Peña de Estebanvela, Segovia, y codirigió los proyectos de Poblamiento de la cuenca alta del Duero durante el Paleolítico Superior y Epipaleolítico (1999-2003)  y El Magdaleniense al  Sur del Duero. La Peña de Estebanvela (Ayllón, Segovia).
Desde 1983 es miembro de la Unión Internacional de Ciencias Prehistóricas y Protohistóricas (UISPP); como tal formó parte del Comité Científico del congreso de la UISPP celebrado en Burgos en septiembre de 2014. En dicho congreso participó con la sesión Landscape analysis in the European Upeer Palaeolithic, reconstruction of the economic and social activities.
Como conservadora de museo se ha dedicado a la difusión de la investigación y en ese ámbito, por ejemplo, ha coordinado varias exposiciones temporales, como El origen de los pueblos de España (1984-1986), Los comienzos del arte en la Europa Central con G-C. Weniger (1989), o el proyecto expositivo del centro de interpretación de la Peña de Estebanvela (Estebanvela, 2009), así como el montaje de las nuevas salas sobre prehistoria del Museo Arqueológico Nacional.
Desde 1997 hasta 2001 codirigió la revista Trabajos de Prehistoria y es miembro de su consejo de redacción desde 1981.